# Lapin Track
Lapin Track (Nhật: ラパントラック) là một hãng sản xuất anime Nhật Bản được thành lập bởi các nhân viên cũ từ Brain's Base. Hãng có trụ sở đặt tại thành phố Musashino, Tokyo.

## Tác phẩm

### Anime truyền hình
| Năm  | Tựa đề                                    | Ngày phát sóng | Ngày phát sóng | Đạo diễn                           | Số tập | Ghi chú                                                                                           |
| Năm  | Tựa đề                                    | Bắt đầu        | Kết thúc       | Đạo diễn                           | Số tập | Ghi chú                                                                                           |
| ---- | ----------------------------------------- | -------------- | -------------- | ---------------------------------- | ------ | ------------------------------------------------------------------------------------------------- |
| 2016 | Endride                                   | 3 tháng 4      | 24 tháng 9     | Gotou Keiji                        | 24     | Thuộc một phần của thương hiệu truyền thông cùng tên. Hợp tác sản xuất với Brain's Base.          |
| 2019 | Sarazanmai                                | 11 tháng 4     | 20 tháng 6     | Ikuhara Kunihiko Takeuchi Nobuyuki | 11     | Tác phẩm gốc. Hợp tác sản xuất với MAPPA.                                                         |
| 2020 | Uchi Tama!? ~Uchi no Tama Shirimasen ka?~ | 9 tháng 1      | 19 tháng 3     | Matsuda Kiyoshi                    | 11     | Dựa trên một thương hiệu nhân vật tạo bởi Sony Creative Products Inc. Hợp tác sản xuất với MAPPA. |
| 2022 | Atasha kawajiri kodama da yo              | 14 tháng 1     | 12 tháng 8     | Kaneko Shingo                      | 24     | Chuyển thể từ bộ manga cùng tên của Kawajiri Kodama.                                              |
| 2023 | Undead Girl Murder Farce                  | 6 tháng 7      | 28 tháng 9     | Hatakeyama Mamoru                  | 13     | Chuyển thể từ bộ manga của Aosaki Yugo.                                                           |
| 2024 | Shōshimin Series                          | 7 tháng 7      |                | Kanbe Mamoru                       |        | Dựa theo loạt tiểu thuyết của Yonezawa Honobu.                                                    |

### Phim anime chiếu rạp
| Tựa đề                                                               | Đạo diễn         | Ngày phát hành   | Thời lượng | Ghi chú                                                                                     |
| -------------------------------------------------------------------- | ---------------- | ---------------- | ---------- | ------------------------------------------------------------------------------------------- |
| Re:cycle of Penguindrum – Kimi no ressha wa seizon senryaku (phần 1) | Ikuhara Kunihiko | 29 tháng 4, 2022 | 124 phút   | Phần đầu tiên của Re:cycle of Penguindrum; thuật lại nội dung của anime Mawaru-Penguindrum. |
| Re:cycle of Penguindrum – Boku wa kimi o aishiteru (phần 2)          | Ikuhara Kunihiko | 22 tháng 7, 2022 | 142 phút   | Phần thứ hai của Re:cycle of Penguindrum; thuật lại nội dung của anime Mawaru-Penguindrum.  |

### OVA
- Wotaku ni koi wa muzukashii (26 tháng 2, 2019 – 14 tháng 10, 2021) – 3 tập[10]
- Onna no Sono no Hoshi (8 tháng 12, 2022) – 1 tập.[11]